# Savignac-sur-Leyze
Savignac-sur-Leyze è un comune francese di 271 abitanti situato nel dipartimento del Lot e Garonna nella regione della Nuova Aquitania.

## Società

### Evoluzione demografica
Abitanti censiti